# NK BSK Budaševo
NK BSK je nogometni klub iz Budaševa.
Trenutačno se natječe u 1. ŽNL Sisačko-moslavačkoj.

## Povijest

### Osnivanje i period do 2. svjetskog rata
U vremenskom periodu oko 1930. godine u svim selima okolice Siska, pa tako i u Budaševu su sudjelovala sportska društva „Sokol“. Ta su društva kod nas okupljala uglavnom seosku omladinu. 1931. godine dolazi do prepiranja između „Sokola“ koji se zvao „Hrvatski“ i Jugo Sokola pa je zabranjeno djelovanje Sokola u Budaševu. Taj događaj je vezan za jače djelovanje Komunističke partije i SKOJ-a, te formiranje partijske organizacije 1932. godine u Budaševu.
Baš te godine javlja se ideja o formiranju nogometnog kluba po uzoru na već formiranje nekih klubova u Sisku i nekim selima.
Prvu nogometnu loptu u Budaševu je nabavio Tomo Perković zvan Šustar 1931. godine. On je dao ideju za formiranje kluba 1932. godine. Prije vojske Tomo Perković je igrao u klubu TŠK Topolovac. 
Povratkom kući 1931. godine vlastitim sredstvima je kupio prvu loptu koja je bila atrakcija za omladinu Budaševa. Sav zabavni i sportski život vrti se oko te lopte.
U to vrijeme u Budaševu se doselio Adam Modronja, radio je u tovrničkom klubu pa je više znao od ostalih o nogometnoj igri. Odmah je stupio u kontakt sa zainterisiranima za nogomet, a u prvom redu s Tomom Perkovićem, te s Josipom Stojanovićem, Stjepanom Draškovićem i drugima, kako bi u Budaševu formirali nogometni klub. 
U proljeće 1932. godine nakon dobivene suglasnosti Zajednice pristupilo se čišćenju terena. Veličina igrališta se određivala koracima a granice igrališta bi se zaorale. Za golove nije bilo nekih problema nabavila su se drva koja su se otesala i postavila za golove. Time su se ostvarili osnovni uvjeti da se ideja o formaciji kluba sprovede u djelo.
Opet su se sakupili svi zainteresirani da bi u ono vrijeme radili kod naprednijeg poljeprivrednika Stjepana Pavlenića, zaradili su novac potreban za prvu garnituru dresova plave boje s bjelim ovratnicima. Na isti način su došli do sredstava kojim su kupili od NK „Segeste“ Sisak kupili polovne kopačke, a iste je Tomo Perković dobrovoljno popravljao.
Svaki si je igrač sam kupio štucne. U vrijeme formiranja kluba nije trebala niti mreža za gol, niti korner zastavica, a niti svlačionica. Važno je bilo igralište s golovima, garnitura dresova te barem jedna lopta za igranje.
Navedeni uvjeti su naveli da klub dobije svoje ime. Imajući na umu imena već postojećih klubova, Tomo Perković je predložio, a svi su se složili da se klub zove NK „ZRINJSKI“. Odmah je u proljeće 1932. godine dogovoreno je da se formira uprava kluba u kojoj su izabrani Tomo Perković, Adam Moadronja, Mato Perković, Josip Stojanović i Josip Keresman.
Pošto je klub formiran i stvoreni su uvjeti za odigravanje prve utakmice, dogovoreno je s NK „TŠK-om“ iz susjednog Topolovca gdje je već i prije formiran klub da se u Budaševu odigra prijateljska utakmica. Datuma se nitko ne sjeća, ali se smatra da je to bilo početkom lipnja 1932. godine.
Došao je i taj povijesni dan. Bilo je sunčano i toplo. Pojavili su se igrači Topolovca ponosni i znatno jači. Obukli su se u obližnjem grmlju kraj igrališta što je za ta vremena bilo atraktivno. Igrači „Zrinjskog“ su se skinuli u kući Mate Perkovića koju je poslije kupio Štuban, a ta kuća danas ne postoji. Kada su se skinuli i obukli u dresove ponosni su istrčali na teren, a da još u kopačkama nisu znali hodati. Na igralištu ih je dočekao neutralni sudac iz Siska za kojeg se pobrinuo Adam Modronja. Oba je kluba došla podržavati publika i njihovi simpatizeri. Na teren su istrčavale svaka momčad posebno, prvo gosti, a onda jedanaestorka „Zrinskog“:
1. Selanec Josip
2. Perković Tomo
3. Perković Josip
4. Sertić Stjepan-Pepica
5. Rajković Ivica-Bačo
6. Rajković Josip-Idiš
7. Ivšić Mato
8. Marković Mato
9. Mikulić Josip
10. Marčec Ivan
11. Drašković Stjepan

U ono vrijeme nije bilo trenera, a ni rezervnih igrača. Utakmica je odigrana s daleko jačim protivnikom, pa je rezultat završio 12:0 za „TŠK“. Visoki poraz u prvoj utakmici nije obeshrabrio igrače „Zrinskog“. Dapače, jedva se čekala sljedeća nedjelja da se s nekim klubom odigra utakmica.
Igralo se s klubovima iz Topolovca, Crnaca, Hrastelnice, Gušća, Palanjka, Kratečkog i Tišine.
Sve su te utakmice bile prijateljske. Nije se igralo za bodove, ali cilj je postojao, a to je bio prestiž. Nakon odigrane utakmice s nekim klubom odmah se sljedeće nedjelje igrao revanš. Tako je bilo samo u ljetnom periodu za vrijeme lijepog vremena.
Na putovanja se putovalo zaprežnim seoskim kolima. Jedan od glavnih prevoznika je bio Josip Keresman, a igrače je besplatno prevozio.
Tako je bilo sve do 1935. godine. kada se klub službeno registrirao u tadašnjoj Banovini i počelo se organizirano natjecati, ali bez većeg uspjeha osim časnog natjecanja pod parolom „Važno je sudjelovati“.
Jedno vrijeme u Budaševu je radio privatni trgovac Gros koji je imao trgovinu mješovite robe. Njegov sin Zlatko poznati igrač „Segeste“ dolazivši u Budaševo bio je zainterisiran da podučava naše igrače, te da i odigra po neku utakmicu, koja se obično pobjeđivala. Tako se smatra da je Zlatko Gros bio prvi trener igrača Budaševa. Godišnje se igralo 20 utakmica.
1940. godine ponovno dolazi do političkih prepirki, te vlasti zabranjuju djelovanje kluba. Tada je svaki igrač dobio opremu u privatno vlasništvo i u predratno vrijeme prestale su aktivnosti kluba.

### VrijemeDrugog svjetskog rata(1941.–1945.)
Ponosni smo što su iz redova kluba neki igrači otišli u narodnooslobodilačku borbu ili su izgubili živote kao pristalice Komunističke partije i NOB-e.
- Stojanović Josip, Predani komunista – nosilac spomenice 1941.godine
- Selanec Josip, kao predani komunista poginuo 1941.godine.
- Marković Mato, Učesnik NOB-e
- Drašković Stjepan, Učesnik NOB-e

U koncentracijskom logoru bili su Mijo Mijo i Josip Perković, a od strane neprijatelja pogubljen je simpatizer Josip Perković .

### Razdoblje1947.–1960.godine
Od 1941. do 1947. godine nije se igrao organizirano nogomet, šutiralo se krpenom loptom po starom igralištu koje je bilo zaraslo travom i trnjem. Taj period je bio u znaku masovnog odlaska omladine u srednje škole. Tu se i stvarala inicijativa za ponovo stvaranje kluba u Budaševu. Kompletna aktvnost odvijala se u velikom Budaševu oko Mije Keresmana, Nikole Pavlenića i Ivana-Gare Selaneca. Njima su se pridružili zainteresirani iz čitavog područja Budaševa, Novog Sela pa iz Galdova. Masovno se pristupilo čišćenju starog igrališta, a tadašnji lugar Milan-Milica Perković odobrio je rušenja drva za izradu golova. Obradu golova je obavio Đuro Malbašić u dvorištu Mije Keresmana. Nabavila se lopta i garnitura dresova cvene boje. Za ušivanje petokrake bila je zadužena Maca Mikulić.Nešto malo kasnije se u aktivnost kluba se i uključuje Drago Križe koji je bio aktivan sve do 1962. godine te odigrao glavnu ulogu u organizaciji. Nabavljene su i polovne kopačke koje je popravljao Mijo-Mišta Mikulić. Sva oprema se čuvala kod igrača Nikole Pavlenića. Po selu se skupljalo žito koje je samljeo Slavko Bauer, a djevojke su ispekle kruh i napravile sendviče. Vino se nabavljalo iz Prelošćice, a dovozio bi ga Mijo Keresman i napravljena je zabava koja je dala određenih financijskih rezultata i stvorili su se uvjeti za stvaranje kluba. To se i dogodilo početkom ljeta 1947. godine kada su se okupili svi zainteresirani da krenu s radom. Klub je dobio ime po prvoborcu i nosiocu spomenice 1941. godine „VUJO BANJANIN“.
Izabran je i odbor koji se brinuo o radu, ali ne u toj mjeri kao danas već više statistički, jer je sav teret rada u klubu pao na igrače i najviše entuzijaste. Pored spomenutih, valja spomenuti Ivana Keresmana i Ivicu Medarića .
U prvi odbor 1947. godine bili su izabrani Adam Modronja, Mato Marković, Ivan Kranjec, Mijo Keresman, Ivan-Štude Rajković, Josip Berek, Ivan-Bačo Rajković i Ivan-Garo Selanec. Adam Modronja bio je predsjednik, Josip Berek tajnik, a Mijo Keresman blagajnik.
Sve je bilo spremno za odigravanje prve prijateljske utakmice koja se odigrala sredinom ljeta 1947. godine s NK „Omladinac“ iz Prelošćice. Prva utakmica u Budaševu i rezultat je bio 3:0 za „Omladince“, dok se za tjedan dana u Prelošćici igrala uzvratna utakmica. U uzvratnoj utakmice momčad „Vuje Banjanina“ je znatno napredovala da su pobijedili u gostima i pred gostujućom publikom 5:2. Te su utakmice igrali sljedeći igrači:
1. Josip Gromača
2. Stjepan Kefurt - Šido
3. Milan Draženović
4. Mijo Keresman
5. Josip Berek
6. Ivan Smolčić
7. Nikola Pavlenić
8. Ivan Rajković - Štude
9. Josip Hudec
10. Stjepan Linarić
11. Stjepan Smolčić

Igralo se još nekoliko utakmica u jesen 1947. godine i u proljeće 1948. godine i to uglavnom s klubovima iz susjednih nam sela, a sve su utakmice bile prijateljske. Na utakmice putovalo svakako, pješice, konjima i biciklima tako što su se na biciklu vozila po dva igrača. U tom razdoblju su još igrali: Križe Drago, Keresman Ivan, Matal Branko, Marković Mato, Jurišić Vlado, Marčec Josip, Pavlenić Mijo i Školeneković Stjepan.
1948. godine počine službeno natjecanje u kojoj su se natjecali sljedeći klubovi:
- NK „Hajduk“ (Sela)
- NK „Dinamo“ (Odra)
- NK „Posavec“ (Gušče)
- NK „Proletar“ (Crnac)
- NK „Tehnika“ (Sisak)
- NK „Omladinac“ (Prelošćica)
- NK „BSK“ (Bok)
- NK „Kratečko“ (Kratečko)

Do 1958. godine su igrali pored ovih prije navedenih još : Berek Drago, Domatrović Stjepan, Križe Ivan, Keresman Stjepan, Kefurt Josip, Malbašić Ivica, Modronja Stjepan,Marečić Đuro, Pavlenić Stjepan, Pavlenić Ivan, Smolčić Vlado, Domitrović Ivan, Domitrovć Mijo, Korica Ivan, Kefurt Ivan, Medarić Ivica, Mađer Ivan, Mađer Stjepan, Pavlenić Zlatko,Pavlenić Ivan, Rom Nikola, Setić Ivan.
Od 1958. – 1960. godine klub je postojao, ali nije bio registriran u nogometnom podsavezu Sisak, te se nije službeno igralo u lizi.

### Ponovno registriranje
Poslije dvije godine pauze od službenog natjecanja 1960. godine ponovo se registrira klub pod nazivom „BSK“ Budaševo, na temelju članka 14. i 15. FS Jugoslavije kao novo osnovani klub na području Sisačkog podsaveza te se uključuje u natjecanje. Zahvaljujići igračima i upravi kluba ponovo je sanirano igralište za održavanje službeih utakmica. Nije bilo nikavih građevina u blizini pa nije bilo ni svlačionice tako da su uvjeti bili teški. Zahvaljujući želji za igrom sve ove teškoće igrači su prebrodili. U sezoni 1960-61. „BSK“ zauzima solidnu sredinu tablice što je bio solidan plasman.
U sljedećoj sezoni klub se natječe samo u jesenskom djelu prvenstva. U proljetno vrijeme ostaje bez igrališta koje je oduzeto. Članovi mjesne zajednice nisu imali ni najmanje razumijevanja za razvoj sporta u Budaševu. Njihov jedini cilj je bio da se ugasi djleovanje kluba. Pošto je klub bio bez igrališta domaće utakmice je morao igrati u Topolovcu i Galdovu. Klub upada u finacijske poteškoće te istupa službeno iz natjecanja u sezoni 1962. – 63. 
Na inicijativu mladih klub „BSK“ se ponovo aktivira. Prvenstvo natavlja pod starim imenom „Vojo Banjanin“ koje je nosio i poslije rata. Stari problemi ostaju nema terena pa domaće utakmice igraju u Topolovcu.
Dolaskom do bolje suradnje kluba i mjesne zajednice i mještana budaševa za početak je dovršeno igralište u centru sela, a i financijske su prilike bile povoljne. U sezoni 1964. – 65. vide se rezultati i klub zauzima drugo mjesto. 
U jesenskom djelu sezone 1965. – 66. ponovo se mjenja u „BSK“ Budaševo koje se do danas nije mijenjalo.
U nogometnoj sezoni 1972. – 73. Nogometni klub „BSK“ je prvak nogometnog podsaveza Sisak i ulazi u višu ligu natjecanja.

### Klub u Republici Hrvatskoj
U sezoni 2014./15. klub osvaja 1. ŽNL Sisačko-moslavačku, ali svoje mjesto u kvalifikacijama za Međužupanijsku ligu središte Zagreb prepušta Mladosti iz Petrinje, te ostaje član 1. ŽNL.

## Vanjske poveznice
- Službena stranica  Arhivirana inačica izvorne stranice od 21. prosinca 2009. (Wayback Machine)